# 田中典彦
田中 典彦（たなか のりひこ、1944年4月24日 - ）は、日本の仏教学者、浄土宗僧侶（孝恩寺住職）。佛教大学学長を務めた。専門はインド哲学のバラモン六派哲学、原始仏教研究。
大阪府貝塚市出身。インド国立ヴィシュバ・バーラティ大学哲学科PhDコース単位取得満期退学。

## 経歴
- 1968年 - 大阪教育大学教育学部文学科哲学倫理学専攻卒業 卒業
- 1970年 - 佛教大学大学院文学研究科仏教学博士前期課程修了
- 1973年 - 佛教大学大学院文学研究科仏教学博士単位取得満期退
- 1999年 - インド国立ヴィシュバ・バーラティ大学（西ベンガル州サンティニケタン）哲学科Ph.Dコース博士単位取得満期退学
- 1976年 - 佛教大学文学部専任講師
- 1982年 - 佛教大学文学部助教授
- 1994年 - 佛教大学文学部佛教学科教授
- 2013年 - 佛教大学仏教学部教授（この前後より副学長兼務）
- 2015年 - 佛教大学学長
- 2021年3月 - 学長を退任（後任は仏教学部教授の伊藤真宏）、名誉教授

## 所属学会
- 日本印度学仏教学会
- 日本仏教学会